# Musaranya de cap gros
La musaranya de cap gros (Crocidura grandiceps) és una espècie de la família de les musaranyes (Soricidae) que viu a la Costa d'Ivori, Ghana, Guinea, Nigèria i, possiblement també, el Camerun. Està amenaçada per la degradació, destrucció i fragmentació de l'hàbitat (especialment a Nigèria i Ghana).